# Armada de Egipto
La Armada de Egipto es la fuerza marítima de las Fuerzas Armadas de Egipto. Es una de las más grandes armadas en el Medio oriente y en África, y es la séptima más grande en el mundo por su cantidad de buques. Dentro de sus misiones se incluye la protección de más de 2000 kilómetros de litoral en el Mar mediterráneo y en el Mar Rojo, la defensa de la construcción y la navegabilidad del Suez, y el apoyo a cualquier operación del Ejército. La mayoría de la Armada de Egipto se creó con la ayuda militar proporcionada por la Unión Soviética en los sesenta. La armada recibió buques desde China en los 80 así como naves de otras procedencias occidentales (tanto de Estados Unidos como Francia en fechas más recientes). En 1989, la Armada de Egipto disponía de cerca de 18.000 hombres, así como contaba con 2.000 miembros en la Guardia Costera.

## Historia

### Inicios
Egipto dispone de una armada desde sus tiempos antiguos. La armada del Egipto faraónico llegó a ser una parte vital del ejército egipcio antiguo, pues ayudaba al transporte de las tropas a lo largo del Nilo egipcio y combatió varias batallas, tales como la batalla del Delta contra los Pueblos del Mar. Esta armada importó gran parte de su flota de países tales como el Reino de Chipre. Muchas de las naves solares de Egipto aún existen en la actualidad.

### Era moderna
A principios del siglo XIX, Egipto estaba bajo el mandato de Muhammad Ali Pasha, quien desarrolló una flota naval y un ejército modernos al estilo europeo. Después de su intervención en la guerra de independencia de Grecia contra el Imperio Otomano, a pedido de Turquía, dicha armada sería destruida en 1827 en la batalla naval de Navarino  por las flotas del Reino Unido, Francia y de Rusia. Con el Ejército de Egipto ahora siendo asolado en Grecia, las fuerzas de Muhammad Ali fueron devastadas, y obligadas a rendirse un año después.
Una flota de reemplazo fue rápidamente construida para la primera guerra egipcio–otomana, y en 1831, y tras el despliegue de tropas en Jaffa, apoyó al ejército principal de Egipto en su avance sobre Siria. En la segunda guerra egipcio–otomana en 1839, seguido a la victoria egipcia en la batalla de Nezib, la flota otomana viajó con destino a Alejandría y se unió al bando egipcio. Sin embargo, dichas victorias provocaron la decisiva intervención de Europa en apoyo a los turcos, y mientras tanto la dinastía de Muhammad Ali continuó reinando, Egipto terminó como una colonia británica de forma efectiva (según los británicos solicitaron a estos un protectorado) hasta los años 1950.

#### Crisis del Suez
La armada de Egipto sólo se vio involucrada en el siglo XX en conflictos periféricos. En el curso de la crisis del Suez, contra Israel, Egipto despachó al Ibrahim el Awal, un destructor clase Hunt ex-británico, a Haifa con el objetivo de bombardear las instalaciones petroleras de dicha ciudad costera. El 31 de octubre del mismo año alcanza la costa e inicia su ataque, pero luego un crucero francés le persigue, siendo posteriormente atacado por las fuerzas israelíes, las cuales capturan el buque Ibrahim el Awal, y siendo inicialmente detenido en una persecución por los destructores israelíes INS Eilat e INS Yaffo  los cuales, con el apoyo de la aviación israelí, lo capturan.
Los buques y botes torpederos egipcios se engancharon en grandes batallas contra los buques británicos en variadas maniobras apuntadas paraminar las operaciones anfibias de los británicos y franceses. La noche del 31 de octubre al norte del mar rojo, el crucero ligero HMS Newfoundland alcanzó y comenzó a atacar a la fragata egipcia Domiat, reduciéndola a tan sólo unos despojos ardientes en un breve tiroteo. Luego, el destruido navío fue hundido finalmente por el destructor escolta HMS Diana, siendo rescatados del pecio sólo 69 sobrevivientes.
Los buques de guerra egipcios bloquearon luego el paso en el estrecho de Tirán porque era la forma en que los israelíes podían llegar a su puerto en la ciudad de Eilat. Esta sería una de las causas del inicio de la guerra posterior. Durante la guerra en cuestión, la armada israelí llevó a seis de sus buzos de combate de las unidades de su comando Shayetet 13 para infiltrarse en el puerto de la bahía de Alejandría. Dichos buzos hundieron un posaminas luego fueron hechos prisioneros. Ambas armadas hicieron despliegues tácticos con sus buques en el mar con el fin de intimidarse entre sí en el transcurso de la guerra, pero nunca se encararon en un combate directo entre sí. Sin embargo, los buques y las aeronaves tantearon los cielos y el mar en busca de buques y submarinos egipcios a través del mar en el resto de dicho conflicto.

#### Guerra de los Seis Días
En octubre de 1967, tras el cese de hostilidades, la armada de Egipto sería la primera armada en el mundo.  y en la historia en hundir una nave usando misiles antibuques, cuando un buque de ataque rápido de la clase Komar hunde al destructor israelí INS Eilat  con dos impactos directos. Este es uno de los hechos más resaltables de la historia naval moderna, y por primera vez donde se vería el uso de misiles antinavío y su gran potencial, tras hundir a dicho destructor a tan sólo 17 kilómetros (11 mi) de Port Said.
En el transcurso de los días 15–16 de noviembre de 1969, buzos de asalto egipcios atacaron el puerto de Eilat y causaron graves daños al buque de transporte militar "Bat Yam". En el transcurso de los días 5–6 de febrero de 1970, los buzos de ataque navales asaltaron y destruyeron a los buques de desembarco apostados en el mismo atracadero y en el mismo puerto, causando bastantes daños a los buques de desembarco "Bait Shivaa" y al transporte artillado "Hydroma". El 8 de marzo de 1970, los buzos navales atacan al perforador "Keting" en el puerto de Abiyán en Costa de Marfil creyendo que Israel había adquirido dicho buque perforador a Holanda, y cuyo propósito era el de explorar posibles yacimientos de petróleo en el golfo de Suez.

#### Guerra de Yom Kipur
Durante la guerra de Yom Kippur, Egipto bloqueó el transporte comercial hacia Eilat en el golfo de Aqaba disponiendo minas; esto se hizo en respuesta a los contundentes ataques israelíes, y también tuvieron la intención de detener la actividad de los puertos israelíes en el mediterráneo. La armada también usó su artillería costera al este de Port Fouad para apoyar al ejército con el fin de preparar el asalto en el canal del Suez. En la batalla de Baltrim, tres botes misileros de la clase Osa egipcios fueron hundidos.

## Rangos y distintivos

### Oficiales
| Rango de los Oficiales y su insignia en la Armada de Egipto | Rango de los Oficiales y su insignia en la Armada de Egipto | Rango de los Oficiales y su insignia en la Armada de Egipto | Rango de los Oficiales y su insignia en la Armada de Egipto | Rango de los Oficiales y su insignia en la Armada de Egipto | Rango de los Oficiales y su insignia en la Armada de Egipto | Rango de los Oficiales y su insignia en la Armada de Egipto | Rango de los Oficiales y su insignia en la Armada de Egipto | Rango de los Oficiales y su insignia en la Armada de Egipto | Rango de los Oficiales y su insignia en la Armada de Egipto | Rango de los Oficiales y su insignia en la Armada de Egipto |
| Almirante                                                   | Vicealmirante                                               | Contralmirante                                              | Comodoro                                                    | Capitán                                                     | Comandante                                                  | Teniente comandante                                         | Teniente                                                    | Subteniente                                                 | Insignia                                                    |                                                             |
| (en árabe: فريق أول‎)                                        | (en árabe: فريق‎)                                            | (en árabe: لواء‎)                                            | (en árabe: عميد‎)                                            | (en árabe: عقيد‎)                                            | (en árabe: مقدم‎)                                            | (en árabe: رائد‎)                                            | (en árabe: نقيب‎)                                            | (en árabe: ملازم أول‎)                                       | (en árabe: ملازم‎)                                           |                                                             |
| ----------------------------------------------------------- | ----------------------------------------------------------- | ----------------------------------------------------------- | ----------------------------------------------------------- | ----------------------------------------------------------- | ----------------------------------------------------------- | ----------------------------------------------------------- | ----------------------------------------------------------- | ----------------------------------------------------------- | ----------------------------------------------------------- | ----------------------------------------------------------- |
|                                                             |                                                             |                                                             |                                                             |                                                             |                                                             |                                                             |                                                             |                                                             |                                                             |                                                             |

### Personal enlistado
| Rango de los Suboficiales y su insignia en la Armada de Egipto | Rango de los Suboficiales y su insignia en la Armada de Egipto | Rango de los Suboficiales y su insignia en la Armada de Egipto | Insignia del personal enlistado |
| Oficial Jefe                                                   | Suboficial Jefe                                                | Marinero líder                                                 | Marinero                        |
| (en árabe: رقيب أول‎)                                           | (en árabe: رقيب‎)                                               | (en árabe: عريف‎)                                               | (en árabe: جندي‎)                |
| -------------------------------------------------------------- | -------------------------------------------------------------- | -------------------------------------------------------------- | ------------------------------- |
|                                                                |                                                                |                                                                | —-                              |

## Equipamiento

### Navíos en servicio
| Clase                               | Imagen         | Tipo                                               | Cantidad        | Navíos | Origen                   | Referencias |
| Submarinos (8)                      | Submarinos (8) | Submarinos (8)                                     | Submarinos (8)  | Submarinos (8) | Submarinos (8)           | Submarinos (8) |
| ----------------------------------- | -------------- | -------------------------------------------------- | --------------- | --- | ------------------------ | --- |
| Tipo 209/1500                       |                | Submarino de ataque de propulsión diésel-eléctrica | 4               | | Alemania                 | Construidos acorde a las necesidades de la armada de Egipto. Serán entregados en el año 2016. 1810 t Armamento: - 8 tubos lanzatorpedos × 14 torpedos de 21 pulgadas (533 mm) - 14 × misiles UGM-84 Harpoon |
| Clase Romeo Type 033                |                | Submarino de ataque de propulsión diésel-eléctrica | 4               | 849 852 855 858 | China                    | Modernizados en Tacoma Shipbuilding Corporation y equipados con un nuevo sistema de sonar CSU-83, misiles UGM-84 Harpoon y torpedos MK. 37. 1830 toneladas Armamento: - 8 tubos lanzatorpedos × 14 torpedos de 21 pulgadas (533 mm) |
| Buque de asalto anfibio (2)         |                |                                                    |                 | |                          | |
| Clase Mistral                       |                | Landing helicopter dock (LHD)                      | 2               | ENS Gamal Abdel Nasser (L1010) ENS Anwar El Sadat (L1020)                                                                      | Francia                  | 21 300 t Armamento: - 4 AN/TWQ-1 Avenger mobile SAM - 32 misiles FIM-92 Stinger - 4 ametralladoras 12.7 mm FN M3P ¡ - 4 ametralladoras M2 Browning |
| Fragatas (11)                       |                |                                                    |                 | |                          | |
| Fragata multipropósito FREMM        |                | Fragata multipropósito                             | 3               | Tahya Misr (FFG-1001) Al-Galala (FFG-1002) (Ex-Spartaco Schergat) TBD(Ex-Emilio Bianchi)                                       | Francia Italia           | Para el 2018, el radar Thales Sea Fire 500 será incorporado junto a la fragata, con el fin de adaptarla al sistema de misiles Aster 30 6000 toneladas Armamento: - 16-cell SYLVER A43 VLS para 16 misiles Aster 15. - 8 × misiles antibuques Exocet MM-40 Bloque 3 - 2 x sistemas dobles WASS B-515 para torpedos MU 90 - 1 × Cañón OTO Melara 76 mm SR - 3 × Nexter 20 mm Narwhal remote weapon systems |
| Clase Oliver Hazard Perry           |                | Fragata lanzamiles                                 | 4               | Sharm El-Sheikh (F901) Toshka (F906) Alexandria (F911) Taba (F916)                                                             | Estados Unidos           | 4200 t Armamento: - Mk.13 missile lanzador con 40 misiles (mezcla de 32 SM-1MR Standard SAM y 8 Harpoon SSM) - Un cañón DP 76 mm OTO Melara - 2 x double WASS B-515 lanzador para torpedos MU 90 - Un cañón AA 20 mm Phalanx CIWS - Dos tubos lanzatorpedos triples 12,75 pulgadas (323,9 mm) |
| Clase Knox                          |                | Fragata lanzamisiles                               | 2               | Domyat (F961) Rashid (F966) | Estados Unidos           | 4250 t Armamento: - 16 ASROC o 12 ASROC y 4 Harpoon SSM - Un cañón DP 5 inch calibre 54 - Un cañón AA 20 mm Phalanx CIWS - Cuatro tubos lanzatorpedos 12,75 pulgadas (323,9 mm) |
| Clase Jianghu-II                    |                | Fragata                                            | 2               | Najm al Zafer (F951) Al Nasser (F956)                                                                                          | China                    | 1700 t Armamento: - cuatro misiles antibuque HY-2 SSM - Dos cañones AA dual 57 mm controlados por radar - 2 x lanzador dobles WASS B-515 para torpedos MU 90 - Seis cañones AA radar controlled dual 37 mm - Cuatro lanzadores de cohetes antisubmarinos RBU-1200 - Cuatro morteros de cargas de profundidad - Dos racks de cargas de profundidad |
| Clase Koni                          |                | Fragata antisubmarina                              | 2               | | Unión Soviética          | 1900 t Armamento: - 1 x lanzador SA-N-4 - 4 x lanzador de misiles antibuque SS-N-2C Styx - 4 x cañón 76.2 mm dual purpose - 4 x cañón de 30 mm - 2 x lanzadores de cargas de profundidad RBU-6000 - capacidad para 20 minas marinas |
| Corbetas (6)                        |                |                                                    |                 | |                          | |
| Clase Gowind                        |                | Corbeta multipropósito                             | 4               | | Francia · Egipto         | In April 2015, The construction of the first Gowind corvette started on the DCNS site in Lorient. Laying of the first block took place in September 2015 in the dry dock. The 3 following units will be built in Alexandria within a technology transfer agreement. Egypt is in talks with France to buy 2 more corvettes. 2500 t Armamento: - 1 × cañón principal OTO Melara 76 mm - 2 × cañón Nexter Narwhal 20 mm - 16 × VLS para MICA VL - 8 × misil antibuque Exocet - 2 × lanzador triple de torpedos |
| Clase Descubierta                   |                | Corbeta                                            | 2               | El Suez (F946) Abou Qir (F941)                                                                                                 | España                   | 1500 t Armamento: - 8 Harpoon SSM - 1 óctuple Sea Sparrow SAM - 1 cañón 76 mm - 2 cañones de 40 mm (2 × 1) - 1 bi barreled Bofors Anti-submarine mortar - 6 tubos lanzatorpedos antisubmarinos 12.75" (2 × 3) |
| Buques de guerra anfibia (25)       |                |                                                    |                 | |                          | |
| Polnocny-A class landing ship       |                | Landing craft tank                                 | 3               | 301 303 305 | Unión Soviética          | 800 t Armamento: - Dos lanzadores SA-N-5 Grail quad - 30 mm (twin) - 18 tube 140 mm rocket lanzadores |
| Vydra class landing ship            |                | Landing craft utility                              | 9               | 330 332 334 336 338 340 342 344 346                                                                                            | Unión Soviética          | 600 t Armamento: - Dos cañones AA twin 40 mm |
| Seafox class Swimmer Delivery Craft |                | Swimmer delivery craft                             | 8               | | Estados Unidos           | 800 t Armamento: - Dos cañones 12.7 mm M2 Browning - Dos ametralladoras M60 7.62 mm |
| LCM 8                               |                | Landing craft                                      | 5               | | Estados Unidos           | 107 t |
| Fast Attack Craft (45+)             |                |                                                    |                 | |                          | |
| Ambassador MK III missile boat      |                | Stealth missile boat                               | 4               | S. Ezzat (682) F. Zekry (684) A. Gad (686) M. Fahmy (688)                                                                      | Estados Unidos           | 550 t Armamento: - Eight Boeing Harpoon SSM Block 1G in two quad pack canister lanzadores. - Un cañón United Defense Mk 75 76 mm/62 Super Rapid DP - One Raytheon RAM system consisting of the Mk49 Guided Missile Launching System (GMLS) and a Mk44 MOD 2 Block 1 guided missile round pack (supporting 21 canister mounted missiles) - One Raytheon Mk 15 Mod 21 Phalanx (Block 1B) 20 mm Phalanx CIWS - Dos deck-mounted 7.62 mm M60 machine guns                                                       |
| P-32 Molniya class missile boat     |                | Missile boat                                       | 1               | 832 | Rusia                    | 550 t Armamento: - 4 x P-270 Moskit/SS-N-22 Sunburn anti-ship missiles. - 12 x SA-18 SAM MANPAD air defence missiles. - 1 x 76 mm AK-176 dual purpose main gun. - 2 x AK-630 30 mm gun for air defence. |
| October class missile boat          |                | Missile boat                                       | 6               | 781 783 785 787 789 791 | Egipto                   | 82 t Armamento: - Dos Otomat SSM - Dos bi 30 mm AA guns |
| Type 024 class missile boat         |                | Missile boat                                       | 6               | 609 611 613 615 617 619 | China                    | 79 t Armamento: - 2 × HY-1J anti-ship missiles - 2 × Type 61 25 mm guns (II x 2) |
| Osa class missile boat              |                | Missile boat                                       | 8               | 633 637 639 641 643 64_ | Unión Soviética          | 235 t Armamento: - 2 x AK-230 bi 30 mm CIWS (2000 rounds) - 4 x misil antibuque P-15 Termit (SS-N-2 Styx) |
| Ramadan class missile boat          |                | Missile boat                                       | 6               | Ramadan (670) Khybar (672) Kadesseya (674) Yarmouk (676) Badr (678) Hetteen (680                                               | Reino Unido              | 317 t Armamento: - Four Otomat SSM - Un cañón DP One 76 mm OTO Melara - One twin 40 mm Breda AA gun |
| Tiger class missile boat            |                | Missile boat                                       | 5               | 601 602 603 604 605 | Alemania Occidental      | 265 t Armamento: - 1 OTO Melara 76 mm gun - 1 Bofors 40 mm gun - 4 Exocet lanzadores - 8 naval mines |
| Shershen class torpedo boat         |                | Gunboat                                            | 6               | 751 753 755 757 759 761 | China                    | 148 t Armamento: - 2× AK-230 30 mm/65 |
| Shanghai II class gunboat           |                | Gunboat                                            | 793 795 797 799 | | China                    | 135 t Armamento: - Dos twin 37 mm AA guns - Dos twin 23 mm AA guns |
| Caza Submarinos (8)                 |                |                                                    |                 | |                          | |
| Hainan class Submarine Chaser       |                | Anti-submarine vessel                              | 8               | Al Nour (430) Al Hadi (433) Al Hakeem (436) Al Wakeel (439) Al Kdar (442) Al Samad (445) Al Salam (448) Al Rafe (451)          | China                    | 430 t Armamento: - Dos twin 57 mm AA guns - Dos twin 23 mm AA guns - Dos triple 12,75 pulgadas (323,9 mm) tubos de torpedo - Four BU-1200 anti-submarine rocket lanzadors - Dos depth-charge mortars - Dos depth-charge racks - Minas |
| Mine Warfare Vessels (23)           |                |                                                    |                 | |                          | |
| T43 class minesweeper               |                | Minesweeper                                        | 5               | Gharbia (501) Daqahlia (507) Baharia (510) Sinai (513) Assuit (516)                                                            | Unión Soviética          | 460 t Armamento: - Dos twin 30 mm AA guns - Diez minas |
| Yurka class minesweeper             |                | Minesweeper                                        | 4               | Giza (530) Aswan (533) Qena (536) Sohag (539)                                                                                  | Unión Soviética          | 569 t Armamento: - Dos twin 37 mm AA guns - Four twin 12.7 mm machine guns - Dos depth-charge mortars - Minas |
| Dhat Al Sawari class minehunter     |                | Minehunter                                         | 3               | Dhat Al Sawari Navarine Al Burullus                                                                                            | Estados Unidos           | 203 t Armamento: - Dos 12.7 mm machineguns |
| Osprey class minehunter             |                | Minehunter                                         | 2               | Al Farouk (534) Al Seddiq (521)                                                                                                | Estados Unidos           | 904 t Armamento: - Dos 0.5 mm machineguns |
| Safaga class route survey boat      |                | Barco agrimensor                                   | 2               | Safaga Abu El Ghosn | Estados Unidos           | 165 t |
| Pluto Plus minehunter               |                | Vehículo subacuático no tripulado (UUV)            | 3               | | Italia                   | Mine Identification & Disposal |
| Tuima class minelayer boat          |                | Minelayer                                          | 4               | | Unión Soviética          | 250 t Armamento: - 2 × double-barreled AK-230 30 mm/65 - 1 × 12.7 mm machine gun - Minas |
| Barcos de transporte (2+)           |                |                                                    |                 | |                          | |
| Type 701E class transport Ship      |                | Replenishment Ship                                 | 1               | Shalatin (230) | Alemania                 | 3680 t Armamento: - Dos 40mm 70-caliber Bofors AA |
| Westerwald class transport Ship     |                | Barco de municiones                                | 1               | Halayib (231) | Alemania                 | 4000 t |
| Poluchat-II class boat              |                | Torpedo retriever                                  | 2               | | Unión Soviética          | 95 t |
| Tanqueros (9)                       |                |                                                    |                 | |                          | |
| Toplivo II class tanker             |                | Coastal- tanker                                    | 9               | Aida 4 (210) Maryut (211) Al Furat (212) Al Nil (213) Ekdu (214) Atbarah (215) Aida 3 (216) Al Manzalla (217) Al Burulus (218) | Egipto                   | 1200 t |
| Remolcadores (8+)                   |                |                                                    |                 | |                          | |
| Okhtenskiy class Oceangoing tug     |                | Tugboat                                            | 5               | El Max (103) El Agamy (105) El Kantara (107) El Dekheila (109) El Eskandarany (111)                                            | Unión Soviética · Egipto | 940 t |
| Natick class harbor tug             |                | Tugboat                                            | 2               | | Estados Unidos · Egipto  | 560 t |
| Buques de entrenamiento (5)         |                |                                                    |                 | |                          | |
| Black Swan class frigate            |                | Training ship                                      | 1               | Tariq (F931) | Reino Unido              | 1,490 t Armamento: - 6 × QF 4 plg (102 mm) Mk XVI AA guns (3 × 2) - 4 × 2-pounder AA pom-pom - 4 × 0,5 pulgadas (12,7 mm) AA machine guns (original) - 12 × 20 mm Oerlikon AA (6 × 2) (modified) - Depth charges 40 (110 modified) |
| El Mahrousa super yacht             |                | Training ship                                      | 1               | | Reino Unido              | 3,762 t |
| Intisar training ship               |                | Training ship                                      | 1               | |                          | 1000 t |
| El Kousseir yacht                   |                | Training ship                                      | 1               | |                          | 500 t |
| Z class destroyer                   |                | Training ship                                      | 1               | Al Fateh (F921) | Reino Unido              | 2,570 t Armamento: - 4 x QF 4.7 inch (120-mm) L/45 Mk.IX guns, single mounts CP Mk.XXII - 4 x QF 2-pounder (40-mm) Mk.VIII "pom-poms", quad mount Mk.VII - 2 x QF 40 mm Bofors, twin mount "Hazemeyer" Mk.IV - 4 x A/A mountings - twin 20 mm Oerlikon Mk.V - single Bofors 40 mm Mk.III o "Boffin" Mk.V - single QF 2 pdr Mk.XVI - 8 (4x2) tubes for 21 pulgadas (533,4 mm) torpedoes Mk.IX - 2 racks & 4 throwers for 70 depth charges                                                                    |

### Navíos futuros
La armada de Egipto actualmente lleva a cabo un proceso de actualización/modernización de su flota de superficie. El 16 de febrero de 2015, armada ordenó la compra de un buque de la clase Fremm, la cual entraría en servicio después de la apertura del nuevo canal del Suez, como parte de un trato mayor ( el cual incluye 24 Rafales y una partida no determinada de misiles) avaluadas en unos € 5.2mil millones. Egipto a su vez ha firmado un contrato por € 1 mil millones con la firma francesa DCNS para comprar 4 de las corbetas de la clase Gowind actualmente en desarrollo, con la opción por dos más. Así mismo, ha trascendido la compra de los buques que Francia habría construido para Rusia de la clase Mistral.
| Clase                                   | Origen         | Tipo                                          | Versión             | Cantidad | Nota |
| Fragata                                 | Fragata        | Fragata                                       | Fragata             | Fragata  | Fragata |
| --------------------------------------- | -------------- | --------------------------------------------- | ------------------- | -------- | --- |
| Fragata clase FREMM (Aquitaine)         | Francia Italia | Fragata multipropósito                        | Antisubmarino (ASW) | 1        | Reportes de prensa especializada indican que Egipto lleva a cabo negociaciones para la adquisición de una segunda fragata FREMM. |
| Buques porta-misiles                    |                |                                               |                     |          | |
| Bote de misiles clase Ambassador MK III | Estados Unidos | Bote de misiles de ataque rápido tipo Stealth | Ambassador Mk IV    | 2        | En mayo del 2010, se llevaban a cabo discusiones para la compra de 2 unidades adicionales. |
| Buque porta-helicópteros                |                |                                               |                     |          | |
| Clase Mistral                           | Francia        | Buque de asalto anfibio                       |                     | 2        | Francia ha confirmado que, las unidades inicialmente pediada y luego canceladas a Rusia en el marco del embargo internacional de armas; están en las negociaciones por otros sistemas de armas, y que las mismas han llegado a buen término, sin informar el importe a pagar por el gobierno egipcio. |